# Ballooning
Le ballooning est un moyen de locomotion aérienne utilisé par les araignées, certains acariens et certaines larves de lépidoptères. Il fait intervenir la soie, qui engendre une traînée et permet à l'animal de décoller. Le ballooning serait d'abord un mode de dispersion, et les organismes qui s'y adonnent représentent une part importante du plancton aérien.

## Évolution
Le ballooning est apparu à plusieurs reprises au cours de l'évolution chez différents arthropodes producteurs de soie. On l'observe chez de nombreuses espèces d'araignées, de même que chez les tétranyques (Acari:Tetranychidae) et chez 31 espèces de lépidoptères. Bell et ses collègues avancent l'hypothèse selon laquelle le ballooning est d'abord apparu au Crétacé, alors que les angiospermes connaissaient une radiation évolutive, ce qui aurait engendré plusieurs hétérogénéités spatiales et temporelles (p. ex. herbivorie, différentes phénologies). Ainsi, un environnement composé d'une mosaïque de niches favoriserait la sélection de modes de dispersion permettant de parcourir de bonnes distances.
Le ballooning s'observe en toute saison mais pour les juvéniles principalement en automne et au printemps, saisons d'émergence des cocons qui voient les jeunes araignées se disperser en cohorte au même moment et pour les adultes en été et en automne, les courants ascensionnels présents pendant les journées ensoleillées de ces saisons étant favorables à ce type de locomotion.

## Techniques
Différentes techniques de ballooning, certaines plus élaborées que d'autres, sont observées chez les différentes espèces qui utilisent ce mode de dispersion.

### ballooningsuspendu
Le ballooning suspendu est pratiqué par les larves de certains lépidoptères, ainsi que par certaines tétranyques et quelques araignées. Bell et ses collègues suggèrent qu'il s'agit de la première forme de ballooning. La technique consiste à se laisser pendre au bout d'un fil de soie jusqu'à ce qu'un courant d'air d'une puissance suffisante casse le fil.

### ballooningperché
Les araignées qui pratiquent le ballooning grimpent sur un point haut (branche, mur, etc.), se dressent sur leurs huit pattes, puis pointent leur abdomen vers le ciel et éjectent un réseau de fines soies jusqu'à ce que le frottement de l'air sur le fil soit assez grand pour qu'elles soient soulevées dans les airs et emportées par la brise ou le vent. Le champ électrique statique de la Terre peut également assurer la portance dans des conditions sans vent,,. C'est ce qu'on appelle l’aérostation, modélisée mathématiquement par une équipe du laboratoire britannique Rothamsted Research. Le modèle antérieur dit Humphrey model ne pouvait prédire ou expliquer que des « vols » d'araignées jusqu'à 200 mètres du point de départ, alors que Charles Darwin avait recueilli sur son navire (le Beagle), de telles araignées-montgolfière à plus de 100 km au large des côtes sud-américaines. Des araignées volantes, notamment chez les Linyphiidae, peuvent ainsi se laisser dériver sur plusieurs centaines de kilomètres y compris au large, en pleine mer, des espèces d'Orsonwelles ayant été observées à plus de 1 600 km des côtes.

## Utilité
Ce phénomène de transport passif (on ne peut ainsi parler de vol stricto sensu) permet aux araignées d'échapper à un danger, de franchir des obstacles, de coloniser de nouveaux milieux et d'élargir leurs territoires de chasse. Cette technique permet d'atteindre des hauteurs considérables, des araignées ayant été observées sur des ballons sondes et à des altitudes de cinq kilomètres.
Les araignées-montgolfières font même partie des espèces pionnières qui colonisent de nouveaux territoires ou reconquièrent un biotope perturbé, par exemple après un incendie, une inondation ou une éruption volcanique. Il n'est cependant pas sans risque, les araignées pouvant être mangées par des prédateurs aériens (oiseaux, chauves-souris) ou retomber dans des endroits hostiles (rivière, lac).

## Historique

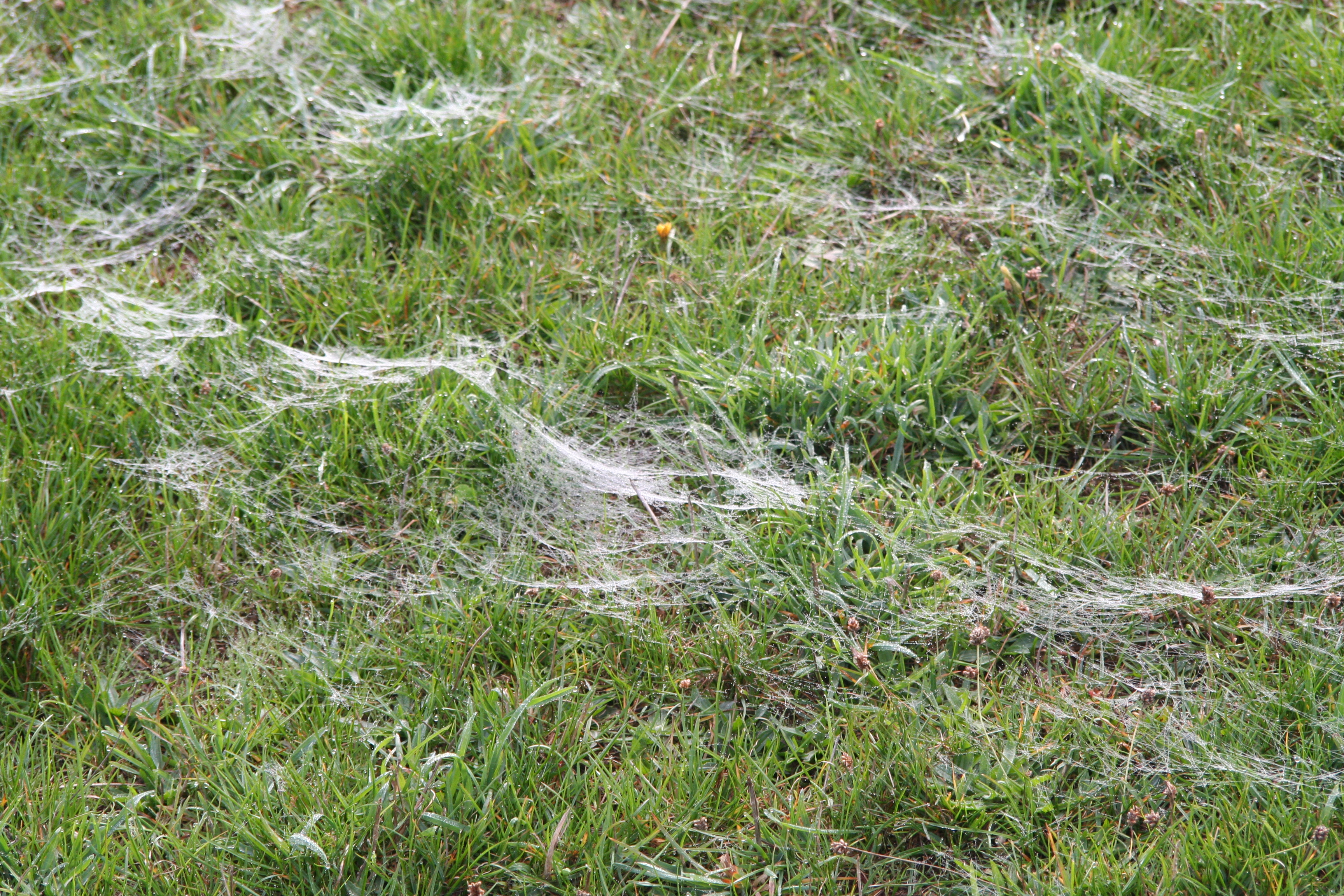
« Fils de la Vierge » déposés sur de l'herbe.

Bien que ce phénomène soit connu depuis l'époque d'Aristote, les premières observations précises ont été publiées par l'arachnologue John Blackwall en 1827. Plusieurs études ont depuis permis d'analyser cette technique.

## Légendes

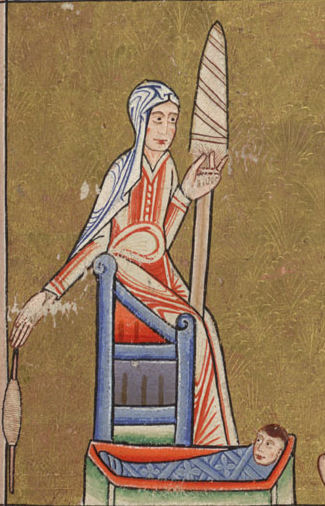
La Vierge et sa quenouille.

Comme les araignées ne consomment pas le fil qu’elles laissent traîner derrière elles, il est courant de retrouver ces longues soies accrochées à la végétation ou aux vêtements et qui sont rendues bien visibles par la rosée. Ces « fils de la Vierge » ou « fils Notre-dame » sont l'objet de plusieurs légendes : la Vierge Marie, pendant le sommeil de Jésus-Christ, tisserait les fils de sa quenouille pour réaliser le linceul de morts miséreux ou les laisse s’éparpiller dans l’air, pour rendre plus chaud l’hiver le nid des oiselets.
La légende des cheveux d'ange (en), retrouvés à la suite d’observations ou de survols de la part d’OVNI ou de manifestations de la Vierge Marie, peut s'expliquer par des cocons qui se dévident dans l'air ou ces filaments d’araignée-montgolfières qui s’accrochent sur différents obstacles ou tombent à terre.
Une superstition veut que lorsqu'une money spider (« araignée de l'argent ») atterrit sur une personne par son « fil de la Vierge » qui s'est accroché au tissu, elle lui porte chance ou richesse, en référence probable à l'ancienne prospérité des tisserands.